# تحسس ضوئي مع عدوى فيروس العوز المناعي البشري
تحسس ضوئي مع عدوى فيروس العوز المناعي البشري هو مرضٌ جلدي يُشبه الطفح الضوئي متعدد الأشكال أو الحكاك السفعي أو التهاب الجلد الشعاعي المزمن، حيث يظهر في 5% من المُصابين بعدوى فيروس العوز المناعي البشري-.:38